# Mebandaca
Mebandaca (em francês: Mbandaka) é uma cidade da República Democrática do Congo. Anteriormente conhecida como  Coquilhatville, a cidade está localizada às margens do Rio Congo, na província de Equador, sendo capital da mesma. A população da cidade é de aproximadamente 729.257 habitantes (2004).
Mbandaka é povoada em grande parte por pessoas da etnia mongo, embora as pessoas de várias regiões diferentes vivam na cidade. As principais línguas faladas na Mebandaca são lingala, francês e mongo. A cidade foi chamada anteriormente de Coquilhatville e Équateur.